# Finhval
Finhvalen (Balaenoptera physalus) er en hvalart indenfor familien af finhvaler under bardehvalerne. En voksen finhval bliver typisk 18–24 meter lang og vejer 80-90 ton. En finhval på knap 27 meters længde er blevet observeret på den sydlige halvkugle, og hvalen er det næststørste nulevende dyr på jorden, idet kun blåhvalen overgår den. Finhvalen er en at de hurtigst svømmende hvaler og svømmer op til 32 km/t og nogle helt op til 40 km/t.
Den kaldtes på dansk tidligere sildehval, da dens fødeemmner er sild og brisling.
Finhvaler findes over hele kloden og er almindelige blandt andet i Nordatlanten. De træffes af og til i Skagerrak og indre danske farvande. Det ses ofte at en eller to finhvaler opholder sig flere måneder i danske farvande hen over sommeren, hvor de søger føde i blandt andet de østjyske fjorde.

## "Verdens ensomste hval"
Alle hvaler kan samtale med hinanden over store afstande, selv om skibstrafik gør det stadig sværere. Finhvaler benytter normalt en frekvens på 20 hertz, og hører kun lyde i nærheden af denne frekvens. Men i 1992 opdagede hvalforskere en finhval med et handicap, idet den sang med en frekvens på omkring 52 hertz. Dermed kan ingen andre finhvaler høre den, og den er afskåret fra samkvem med sine artsfæller. Måske tror de, den er stum, eller tilhører en anden art. "Verdens ensomste hval", der også kaldes "52", følger heller ikke de andres træk over verdenshavene. Man har ønsket at lave en dokumentarfilm om "52", og blandt andre har Leonardo DiCaprio givet betydelig støtte til projektet. I de senere år er frekvensen i dens sang faldet til omkring 47 hertz, sammenfaldende med, at blåhvalers sang er blevet dybere siden 1960'erne.

## Strandinger i Danmark

### Strandingen i Vejle Fjord, 2010
I juni 2010 strandede en finhval i Vejle Fjord efter at have svømmet rundt omkring Fyn i nogle uger. Efter hvalen stødte på grund, lykkedes det den kortvarigt at vandre ved højvande, men kort efter gik den atter på grund. Hvalen var udmagret og sandsynligvis afkræftet af sult, og døde om morgenen d. 20. juni, til trods for flere forsøg på at genne hvalen ud af fjorden med flydespærrer.
Finhvalen blev efterfølgende bjærget til havnen i Vejle. Her blev den genstand for undersøgelser af vidt forskellig karakter, samtidig med at den blev parteret. Således blev hvalens hjerte uddissekeret af kirurger og sendt til undersøgelse på Skejby Sygehus, for at man ved sammenligning kan lære mere om menneskets hjerte, kroppen blev harpuneret for at undersøge, hvilken effekt montering af radiosendere har på hvaler, og skelettet blev renset for kød og fedt for senere at kunne udstilles. Knoglerne blev til den endelige rensning placeret i en stor container med gødning fra elefanter, for at mikroorganismerne heri kan rense knoglerne helt færdige inden udstilling bliver mulig. Kødet fra hvalen blev sendt til destruktion, mens de cirka 3 tons fedt er blevet anvendt i fremstilling af bio-diesel.
Arbejdet med hvalen var samtidig et tilløbsstykke for mange. 15. januar til 5. juni 2011 var finhvalen udstillet på Vejle Kunstmuseum. Derefter er den udstillet fra 28. juli til 23. oktober 2011 i Botanisk Have i København.
Undersøgelser af øjenlinserne har senere vist at hvalen blev omkring 120 år gammel. Den led af slidgigt, stenose og knogleskørhed, og døde formentlig af alderdom. Hvalen er den hidtil ældste registrerede finhval i verden.

### Strandingen ved Blokhus, 2016
I februar 2016 strandede en 17,4 meter lang finhval ved Blokhus.Hvalen, som var en han, blev dissekeret på stranden, og skelettet blev efterfølgende fragtet til Nordsøen Oceanarium, hvor det skulle renses for kød og udstilles efter ønske fra Statens Naturhistoriske Museum. 